# Mill Creek (Illinois)
Mill Creek es una villa ubicada en el condado de Union en el estado estadounidense de Illinois. En el año 2010 tenía una población de 76 habitantes y una densidad poblacional de 80 personas por km².

## Geografía
Mill Creek se encuentra ubicada en las coordenadas 37°20′32″N 89°15′8″O / 37.34222, -89.25222.

## Demografía
Según la Oficina del Censo en 2000 los ingresos medios por hogar en la localidad eran de $16,56, y los ingresos medios por familia eran $25,41. Los hombres tenían unos ingresos medios de $21,87 frente a los $15 para las mujeres. La renta per cápita para la localidad era de $8,31. Alrededor del 36,9% de la población estaba por debajo del umbral de pobreza.